# Rivière Ford
Der Rivière Ford ist ein etwa 142 km langer rechter Nebenfluss des Rivière George im Nordosten der kanadischen Provinz Québec.

## Flusslauf
Der Rivière Ford entspringt an der Grenze zu Neufundland und Labrador im Nordosten der Labrador-Halbinsel. Er fließt in überwiegend westlicher Richtung. Dabei nimmt er die linken Nebenflüsse Rivière Qurlutuapik und Rivière Inuluttalik auf. Von rechts fließt ihm der Abfluss des Lac Qamanialuk zu. Der Rivière Ford mündet unterhalb der Chutes Helen 140 km östlich von Kuujjuaq in den Unterlauf des Rivière George. Mittel- und Unterlauf des Rivière Ford liegen im Parc national Ulittaniujalik.